# Hvidebæk Kommune
 Ikke at forveksle med Videbæk Kommune.
Hvidebæk Kommune i Vestsjællands Amt blev dannet ved kommunalreformen i 1970. Ved strukturreformen i 2007 blev den indlemmet i Kalundborg Kommune sammen med Bjergsted Kommune, Gørlev Kommune og Høng Kommune.

## Tidligere kommuner
Hvidebæk Kommune blev dannet ved sammenlægning af 5 sognekommuner:
| Kommune                     | Folketal 1. januar 1970 | Byer                                                        |
| --------------------------- | ----------------------- | ----------------------------------------------------------- |
| Jorløse                     | 438                     |                                                             |
| Rørby                       | 1.064                   | Rørby og Ugerløse                                           |
| Store Fuglede-Lille Fuglede | 1.208                   | Store Fuglede Stationsby og Jerslev Sjælland (bydel i Ubby) |
| Ubby                        | 1.558                   | Ubby                                                        |
| Værslev                     | 600                     |                                                             |
| I alt                       | 4.868                   |                                                             |

## Sogne
Hvidebæk Kommune bestod af følgende sogne:
- Jorløse Sogn (Skippinge Herred)
- Lille Fuglede Sogn (Ars Herred)
- Rørby Sogn (Ars Herred)
- Store Fuglede Sogn (Ars Herred)
- Ubby Sogn (Ars Herred)
- Værslev Sogn (Skippinge Herred)

## Borgmestre[2]
| Periode   | Navn            | Parti      |
| --------- | --------------- | ---------- |
| 1970-1986 | Aksel Brøndsted | Lokalliste |
| 1986-1998 | Ole P. Nielsen  | Lokalliste |
| 1998-2006 | Henning Fougt   | Venstre    |